# Dekanat Sulzbach-Hirschau
Das Dekanat Sulzbach-Hirschau war eins der (bis 2022) 33 Dekanate des Bistums Regensburg. Zum 1. März 2022 wurde es mit dem Nachbardekanat Amberg-Ensdorf zum Dekanat Amberg-Sulzbach zusammengelegt. Es gehört zur Region VI – Amberg-Schwandorf des Bistums.
Zum Dekanat Sulzbach-Hirschau gehörten die folgenden Seelsorgeeinheiten (Stand: 2013):
- Ammerthal
- Freihung mit Großschönbrunn, Seugast, Thansüß und Tanzfleck
- Gebenbach mit Ursulapoppenricht
- Hahnbach mit Iber
- Hirschau mit Ehenfeld und Weiher
- Kemnath am Buchberg
- Lintach mit Pursruck
- Poppenricht
- Schlicht mit Kreuzberg und Schönlind
- Schnaittenbach mit Holzhammer und Neuersdorf
- Sulzbach-Rosenberg Herz-Jesu
- Sulzbach-Rosenberg St. Marien
- Vilseck mit Sorghof
- Wutschdorf mit Etsdorf